# Frederick Richard Say

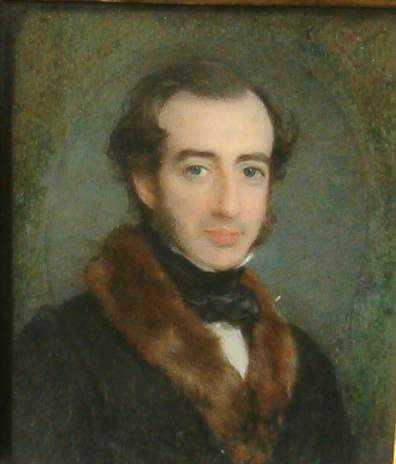
Frederick Richard Say

Frederick Richard Say (* 30. November 1804 in London; † 30. März 1868 in Upton Park) war ein Porträtmaler und Lithograph in London.

## Leben und Werk
Say war ein Sohn des Stahlstechers William Say (1768–1834). Er studierte in der Kunstschule von Benjamin Robert Haydon. Die anatomischen Kenntnisse, die er sich dort aneignete, machte sich Richard Bright in seinen Reports of Medical Cases zunutze, an deren Illustrationen neben Frederick Richard Say auch dessen Vater mitarbeitete.
Say war in London tätig und beschickte von 1826 bis 1854 die Ausstellungen der Royal Academy of Arts. Die National Portrait Gallery in London, der Oriental Club London, die Town Hall in Kalkutta, das Fitzwilliam Museum in Cambridge und das Christ Church College in Oxford besitzen Bildnisse, die Say schuf. Als sein bestes Werk wird auf der Homepage der National Portrait Gallery das Porträt von Edward Bulwer-Lytton bezeichnet.